# Gauliga Mittelrhein 1936/37
Die Gauliga Mittelrhein 1936/37 war die vierte Spielzeit der Gauliga Mittelrhein des Deutschen Fußball-Bundes. Die Gauliga wurde in dieser Saison in einer Gruppe mit elf Mannschaften im Rundenturnier ausgespielt. Die Gaumeisterschaft sicherte sich zum zweiten Mal der VfR Köln 04 rrh. und qualifizierte sich dadurch für die deutsche Fußballmeisterschaft 1936/37, bei der die Kölner in einer Gruppe mit dem 1. FC Nürnberg, Fortuna Düsseldorf und dem SV Waldhof Mannheim Gruppenletzter wurden, was nicht zum Weiterkommen ausreichte. Die TuS Neuendorf und die Spvgg Andernach stiegen ab, im Gegenzug stiegen Alemannia Aachen und der Kölner BC 01 aus den Bezirksligen auf.

## Abschlusstabelle
| Pl. | Verein                | Sp. | S  | U | N  | Tore    | Quote | Punkte |
| --- | --------------------- | --- | -- | - | -- | ------- | ----- | ------ |
| 1.  | VfR Köln 04 rrh.      | 20  | 12 | 6 | 2  | 059:310 | 1,90  | 30:10  |
| 2.  | Kölner CfR (M)        | 20  | 11 | 4 | 5  | 050:330 | 1,52  | 26:14  |
| 3.  | SpVgg Sülz 07         | 20  | 8  | 5 | 7  | 030:270 | 1,11  | 21:19  |
| 4.  | Rhenania Würselen (N) | 20  | 9  | 3 | 8  | 042:390 | 1,08  | 21:19  |
| 5.  | SV Beuel 06 (N)       | 20  | 7  | 7 | 6  | 029:300 | 0,97  | 21:19  |
| 6.  | Mülheimer SV 06       | 20  | 8  | 3 | 9  | 035:340 | 1,03  | 19:21  |
| 7.  | Bonner FV 01          | 20  | 7  | 5 | 8  | 039:380 | 1,03  | 19:21  |
| 8.  | TuRa Bonn             | 20  | 8  | 3 | 9  | 024:320 | 0,75  | 19:21  |
| 9.  | Kölner SC 1899        | 20  | 5  | 8 | 7  | 037:430 | 0,86  | 18:22  |
| 10. | TuS Neuendorf         | 20  | 5  | 5 | 10 | 035:450 | 0,78  | 15:25  |
| 11. | Spvgg Andernach (N)   | 20  | 4  | 3 | 13 | 036:640 | 0,56  | 11:29  |

| (M) | Titelverteidiger               |
| (N) | Aufsteiger aus der Bezirksliga |

## Aufstiegsrunde

### Gruppe A
| Platz | Verein                                 | Spiele | Punkte |
| ----- | -------------------------------------- | ------ | ------ |
| 1.    | Alemannia Aachen (Sieger Gruppe 8)     | 6      | 12:00  |
| 2.    | SC Blau-Weiß 06 Köln (Sieger Gruppe 1) | 6      | 06:60  |
| 3.    | 1. FC Idar (Sieger Gruppe 7)           | 6      | 04:80  |
| 4.    | SC 09 Brachbach (Sieger Gruppe 3)      | 6      | 02:10  |

### Gruppe B
| Platz | Verein                               | Spiele | Tore  | Quote | Punkte |
| ----- | ------------------------------------ | ------ | ----- | ----- | ------ |
| 1.    | Kölner BC 01 (Sieger Gruppe 2)       | 6      | 12:13 | 0,92  | 7:5    |
| 2.    | SV Westmark Trier (Sieger Gruppe 6)  | 6      | 15:8  | 1,88  | 6:6    |
| 3.    | Militär SV Koblenz (Sieger Gruppe 4) | 6      | 12:14 | 0,86  | 6:6    |
| 4.    | FV Engers 07 (Sieger Gruppe 5)       | 6      | 12:16 | 0,75  | 5:7    |